# 沙棲條鰍
沙棲條鰍（學名：Nemacheilus arenicolus）為輻鰭魚綱鯉形目條鰍科條鰍屬的其中一種。分布於亞洲寮國湄公河流域，體長可達6.9公分，棲息在沙底質、水流平緩的河川底層水域，生活習性不明。

## 扩展阅读
維基物種上的相關：沙棲條鰍